# 豐春站
豐春站（日语：／ Toyoharu eki */?）是位於日本埼玉縣春日部市上蛭田，屬於東武鐵道野田線（東武都市公園線）的鐵路車站。車站編號是TD 08。

## 車站構造
本站為對向式月台2面2線的地面車站，並設有跨站式站房。本站的西出入口位於東武Store豐春店建築物內。而驗票閘機層與東口、西口、月台各自設置扶手電梯聯絡。

### 月台配置

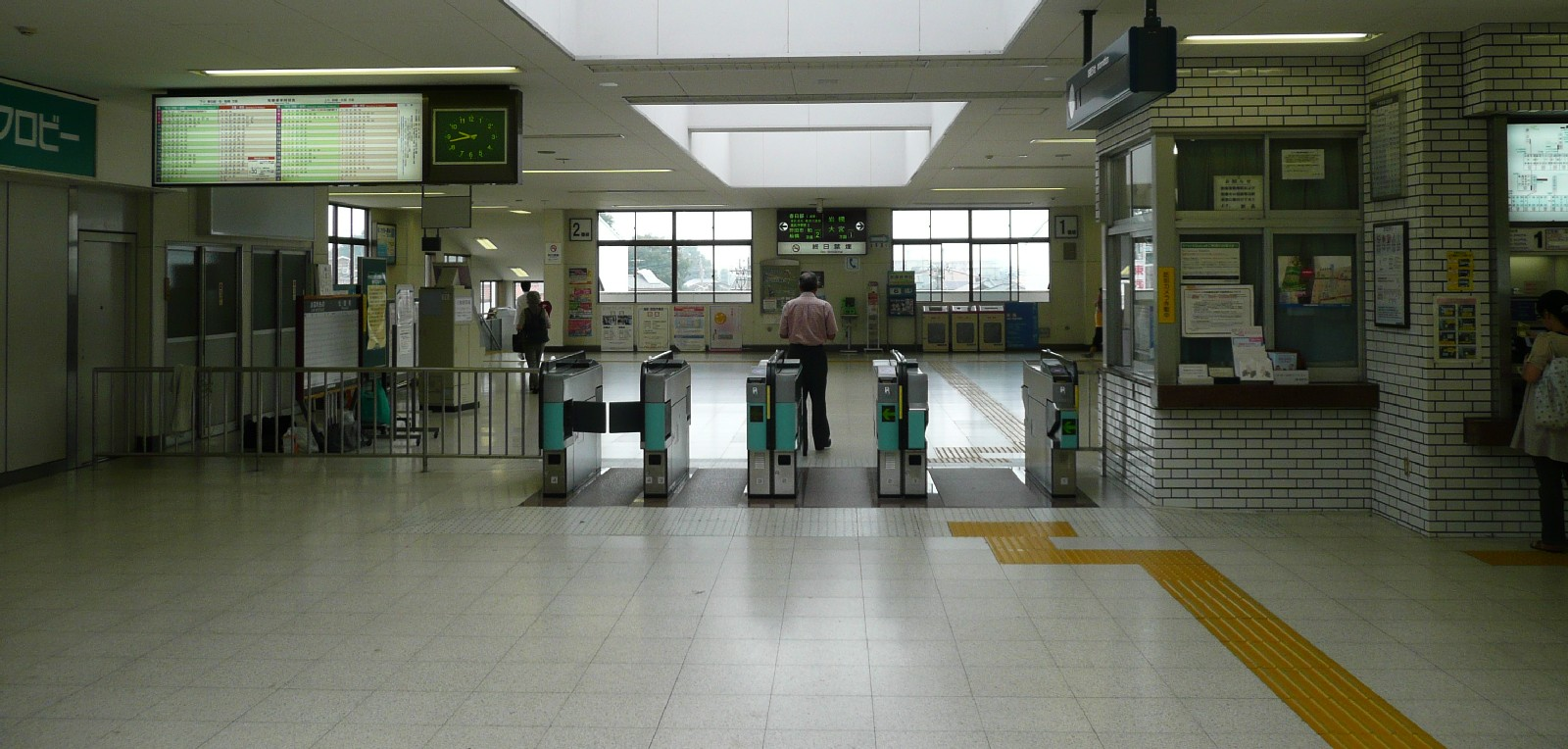
閘口（2008年9月）

| 月台 | 路線           | 方向 | 目的地               |
| ---- | -------------- | ---- | -------------------- |
| 1    | 東武都市公園線 | 上行 | 岩槻、大宮方向       |
| 2    | 東武都市公園線 | 下行 | 春日部、柏、船橋方向 |

圖片
- 閘口（2008年9月）

## 使用情況
2016年度1日平均上下車人次為13,446人。
近年1日平均上下車人次的推移如下表｡
| 年度               | 1日平均 上下車人次 |
| ------------------ | ------------------ |
| 1997年（平成09年） | 17,108             |
| 1998年（平成10年） | 16,437             |
| 1999年（平成11年） | 16,029             |
| 2000年（平成12年） | 15,646             |
| 2001年（平成13年） | 15,308             |
| 2002年（平成14年） | 14,856             |
| 2003年（平成15年） | 14,746             |
| 2004年（平成16年） | 14,525             |
| 2005年（平成17年） | 14,448             |
| 2006年（平成18年） | 14,178             |
| 2007年（平成19年） | 14,230             |
| 2008年（平成20年） | 14,241             |
| 2009年（平成21年） | 13,961             |
| 2010年（平成22年） | 13,847             |
| 2011年（平成23年） | 13,772             |
| 2012年（平成24年） | 13,923             |
| 2013年（平成25年） | 13,849             |
| 2014年（平成26年） | 13,479             |
| 2015年（平成27年） | 13,484             |
| 2016年（平成28年） | 13,446             |

## 相鄰車站
東武鐵道
 東武都市公園線
- ■特急「都市公園Liner」停靠站（只限往大宮停靠）

■急行
通過
■普通
東岩槻（TD 07）－豐春（TD 08）－八木崎（TD 09）

## 外部連結
- 豐春（車站資訊） - 東武鐵道